# هاوارد مارتینسن
هاوارد مارتینسن (انگلیسی: Haavard Martinsen; ۶ فوریهٔ ۱۸۷۹ – ۲ اوت ۱۹۶۷) سیاستمدار، و شیمی‌دان اهل نروژ بود.
وی همچنین برندهٔ جوایزی همچون لژیون دونور شده‌است.